# Michael Wolf (Politiker, 1859)
Michael Wolf (in amtlichen Dokumenten Michael Wolf VI.) (* 27. Juni 1859 in Stadecken; † 6. März 1929 ebenda) war ein hessischer Geometer und Politiker (HBB) und Abgeordneter der 2. Kammer der Landstände des Großherzogtums Hessen.
Michael Wolf war der Sohn des Landwirts Michael Wolf und dessen Ehefrau Anna Elisabeth, geborene Wolf. Wolf, der evangelischen Glaubens war, heiratete Anna Elisabeth Maria Henriette geborene Wolf. Zur Unterscheidung zu seinem gleichnamigen Vater dient die römische VI. im Namen. Er war 1883 Geometer 2. Klasse im Kreis Mainz und später Landwirt und Weinhändler in Stadecken.
Von 1899 bis 1905 und wieder 1906 bis 1918 gehörte er der Zweiten Kammer der Landstände an. Er wurde zunächst für den Wahlbezirk Rheinhessen 5/Wörrstadt und dann für den Wahlbezirk Rheinhessen 8/Nierstein gewählt.